# Jimmy O'Rourke
Jimmy O'Rourke (Edimburgo, Escocia; 18 de septiembre de 1946 – Edimburgo, Escocia; 15 de noviembre de 2022) fue un futbolista de Escocia que jugaba en la posición de delantero.

## Carrera
| Periodo   | Club            |
| --------- | --------------- |
| 1962–1974 | Hibernian FC    |
| 1967      | → Toronto City  |
| 1974–1976 | St Johnstone FC |
| 1976–1978 | Motherwell FC   |

## Logros

### Club
- Copa de la Liga de Escocia: 1

1972/73

### Individual
- Inducción al Salón de la Fama del Hibernian en 2012.